# 4496 Kamimachi
4496 Kamimachi (1988 XM1) là một tiểu hành tinh vành đai chính được phát hiện ngày 9 tháng 12 năm 1988 bởi Tsutomu Seki ở Geisei.